# Ліпе Велозу
Ліпе Велозу (порт. Lipe Veloso; нар. 7 квітня 1997, Рібейран-Прету, Сан-Паулу, Бразилія) — бразильський футболіст, півзахисник латвійського клубу «Рига».

## Кар'єра
Займався у ряді бразильських футбольних клубів, але на дорослому рівне не грав.
В липні 2017 року Велозу перейшов у клуб японської Джей-ліги «Токіо», де здебільшого грав за резервну команду в третьому дивізіоні Джей-ліги. 21 жовтня 2017 року дебютував за першу команду в матчі чемпіонату проти «Консадолє Саппоро» (1:2), замінивши на 87-ій хвилині Кенсуке Нагаї. Втім цей матч так і залишився єдиним за основу і по завершенні 2018 року гравець покинув японський клуб на правах вільного агента.
На початку 2019 року оголосив про перехід в український «Львів».
25 лютого 2021 року уклав повноцінний контракт з латвійським футбольним клубом «Рига». Вартість трансферу склала 150 тисяч євро.

## Статистика
| Клубна інформація | Клубна інформація | Клубна інформація | Ліга | Ліга  | Кубок            | Кубок            | Кубок Ліги      | Кубок Ліги      | Загалом  | Загалом  |
| Сезон             | Клуб              | Ліга              | Ігор | Голів | Ігор             | Голів            | Ігор            | Голів           | Ігор     | Голів    |
| Японія            | Японія            | Японія            | Ліга | Ліга  | Кубок Імператора | Кубок Імператора | Кубок Джей-ліги | Кубок Джей-ліги | Загальна | Загальна |
| ----------------- | ----------------- | ----------------- | ---- | ----- | ---------------- | ---------------- | --------------- | --------------- | -------- | -------- |
| 2017              | «Токіо»           | Джей-ліга         | 1    | 0     | 0                | 0                | 0               | 0               | 1        | 0        |
| 2017              | «Токіо U-23»      | Джей-ліга 3       | 16   | 4     | –                | –                | –               | –               | 16       | 4        |
| 2018              | «Токіо U-23»      | Джей-ліга 3       | 25   | 4     | –                | –                | –               | –               | 25       | 4        |
| Загальна          | Загальна          | Загальна          | 17   | 4     | 0                | 0                | 0               | 0               | 17       | 4        |